# Gerald's
Gerald's är en ort i Montserrat (Storbritannien). Den ligger i parishen Parish of Saint Peter, i den norra delen av Montserrat. Antalet invånare är 314. Gerald's har en flygplats.